# 斯特羅 (肯塔基州)
斯特羅（英語：Straw）是位於美國肯塔基州埃德蒙森縣的一個非建制地區。

## 地理
斯特羅所處的海拔為高於海平面245米（即804英呎），而該地所採用的時區為UTC-6，即北美中部時區（CST）。同時該地設有夏令時間，為UTC-6調快一小時，即UTC-5（CDT）。